# Bengt Berg
Bengt Berg født 15. juni 1946 i Torsby, Värmland, Sverige, er en svensk forfatter, lyriker, oversætter, redaktør og politiker (Vänsterpartiet).

## Biografi
Efter studier ved forskellige svenske universiteter har han levet som fri forfatter siden midten af 1970'erne. Berg har udgivet flere end 30 bøger, mest poesi, og mange i samarbejde med forskellige billedkunstnere. I 1970'erne og 1980'erne var han en af redaktørerne af tidsskriftet og forlaget Rallarros, og siden 1990 har han drevet Heidruns Bok- & Bildcafé i Torsby, samt forlaget med samme navn.

## Digte i oversættelse
Bengt Bergs digte findes i separate udgaver og i forskellige tidsskrifter og sammenhænge på mange forskellige sprog: arabisk, engelsk, finsk, græsk, hindi, lettisk, litauisk, makedonsk, norsk, polsk, russisk, spansk, tyrkisk, tysk ... Han har turneret på kryds og tværs i Norden samt deltaget i forskellige internationale poesifestivaler som i Medellín (Colombia), Struga (Makedonien) og Druskininkai (Litauen).

## Samarbejdsprojekter
Samarbejdsprojekter med musikere och skuespillere har resulteret i et utal sceniske optrædener, foruden medvirken i radio- og tv-programmer. På cd’en ”Sång till ingenting” læser Bengt Berg egne digte, i musikalsk indramning af Mats Einarsson och Tuomo Haapala.

## Oversættervirksomhed
Bengt Berg er oversætter fra bl.a. dansk och norsk. Til tidsskriftet "Rallarros" har han blandt andet oversat digte af de danske lyrikere Jens Fink-Jensen og Michael Strunge.

## Priser og udmærkelser
- ABF:s litteraturpris, 1990
- LRF:s litteraturpris, 1993
- De Nios Vinterpris, 1999
- Gustaf Fröding-sällskapets lyrikpris, 2001
- Kulturpriset Till Adam Brombergs minne (Adamspriset), 2003
- Årets värmlandsförfattare, 2004
- Ferlinpriset, 2005

## Eksterne link
- Forlagets præsentation af Bengt Berg Arkiveret 11. august 2010 hos  Wayback Machine
- Riksdagen: Bengt Berg (V) Arkiveret 16. oktober 2010 hos  Wayback Machine